# Haibach (Johanniskirchen)
Haibach ist ein Ortsteil der Gemeinde Johanniskirchen im niederbayerischen Landkreis Rottal-Inn. Der Ort liegt östlich des Kernortes Johanniskirchen am nordwestwärts fließenden Haibach, einem rechten Zufluss des Sulzbachs. Nordwestwärts verläuft auch die St 2108.

## Sehenswürdigkeiten
In der Liste der Baudenkmäler in Johanniskirchen sind für Haibach drei Baudenkmale aufgeführt:
- Das Kleinbauernhaus (Haibach 2) aus der Zeit um 1800 ist ein zweigeschossiger Blockbau mit Satteldach und Giebelschrot.
- Das Wohnstallhaus (Haibach 7) aus der 2. Hälfte des 18. Jahrhunderts, ein zweigeschossiger Satteldachbau in Blockbauweise, der z. T. verschindelt und verschalt ist, hat kleine Fenster und ein Bretterschrot.
- Das Rottaler Bauernhaus (Haibach 11) mit Blockbauobergeschoss mit Flachsatteldach und bemalten Balkenköpfen, wurde Ende des 18. Jahrhunderts errichtet.